# Taste săgeți

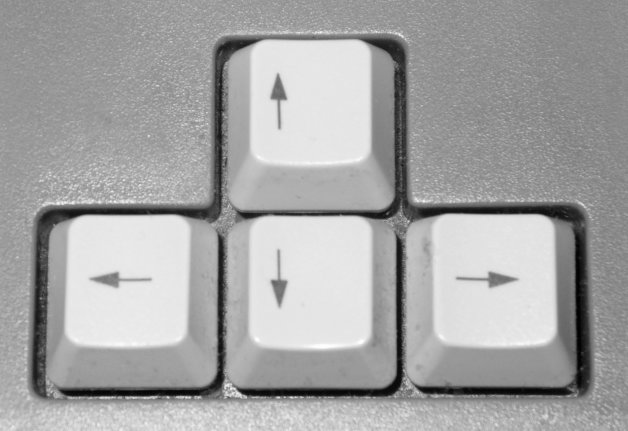
Tastele cu săgeți de pe tastatura unui calculator.

Tastele cu săgeți sunt acele 4 butoane de pe tastatură, de formă pătrată, pe care sunt desenate săgeți, aflate între panoul cu litere și cel cu cifre. Ele servesc mai multor scopuri, în funcție de contextul în care sunt utilizate. Principalul rol este acela de navigare într-un spațiu imposibil de observat pe de-a întregul într-un singur moment dat.
- Dacă sunt folosite într-un document, atunci ele servesc defilării (scroll-ului) pe cele două direcții (orizontală sau verticală);
- Dacă sunt folosite într-un joc video al cărui suport virtual nu este cuprins într-un singur ecran, atunci săgețile ajută la deplasarea într-un alt ecran; de regulă, în jocurile care au un personaj controlat de utilizator, tastele servesc la deplasarea acestuia pe două axe;